# Bell Boeing V-22 Osprey

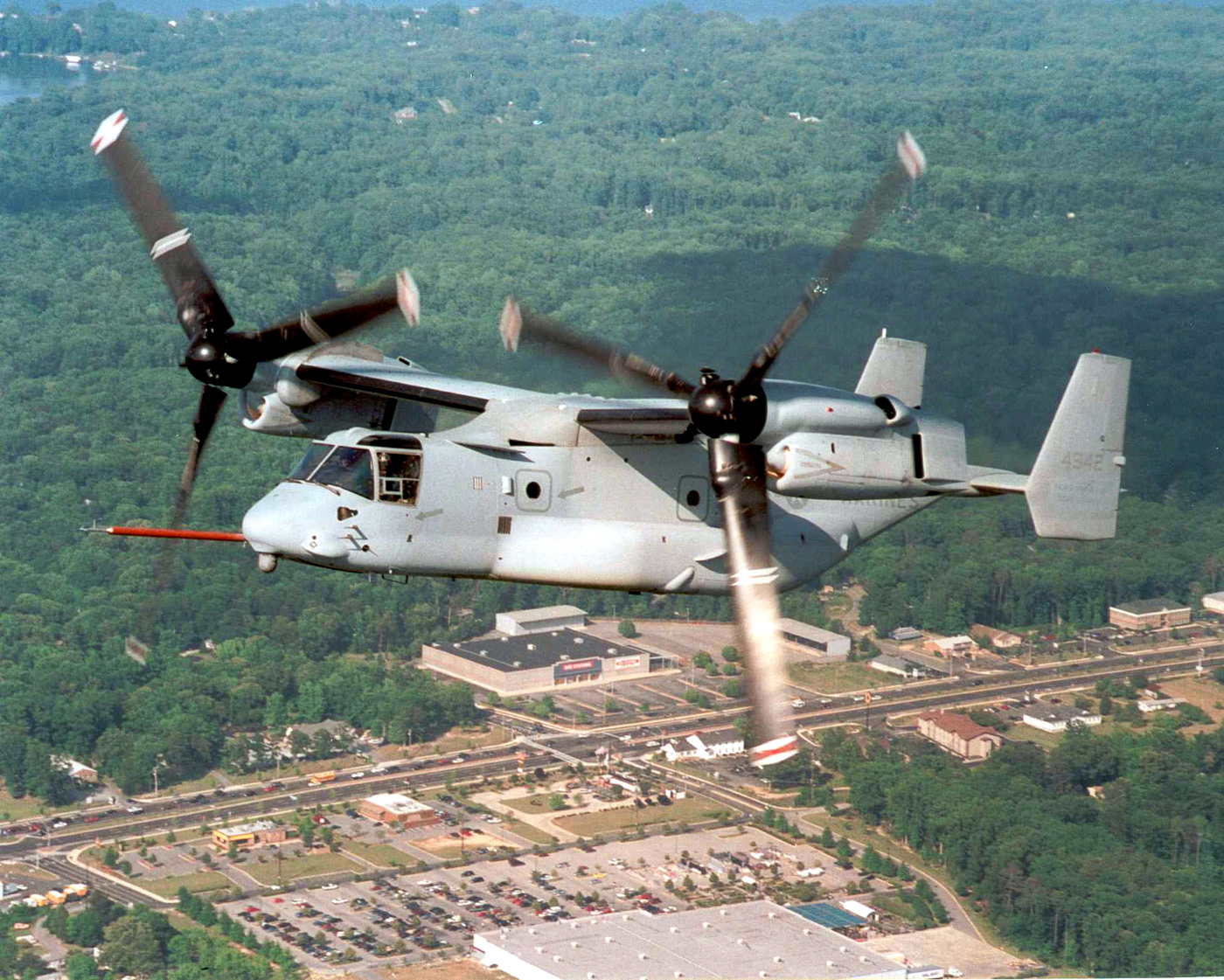
V-22 in volo orizzontale

Il Bell Boeing V-22 Osprey (falco pescatore) è un convertiplano medio ad uso militare prodotto dalla Bell, per le forze armate statunitensi.
Questo velivolo è il risultato del programma JVX (Joint Vertical-lift Experimental) avviato nel dicembre 1981, varato dall'allora Segretario alla Difesa degli Stati Uniti, Frank Carlucci. La commessa venne assegnata congiuntamente alla Bell Helicopter Textron e alla Boeing Vertol. La necessità di un velivolo di tali caratteristiche fu formulata dalla US Navy e dal US Army, che chiedevano la trasportabilità di 24 soldati equipaggiati a 370 km di distanza.
Il primo prototipo del velivolo V-22 Osprey fu presentato ufficialmente ad Arlington, Texas, il 23 maggio 1988.
Il 1º dicembre 1989 il Segretario alla Difesa Dick Cheney decretò la sospensione dell'intero programma, a causa del notevole aumento dei costi di produzione. Il programma è stato in seguito riattivato e il 2 maggio 2008 si è avuta la prima missione di combattimento in Iraq dopo un semestre di impiego operativo prevalentemente nel ruolo di trasporto.

## Caratteristiche
Questo velivolo è basato sulla tecnologia e sulle esperienze della Bell con il velivolo sperimentale XV-15 del 1977. I suoi motori basculanti lo rendono in grado di effettuare collegamenti da piazzole di atterraggio per elicottero o anche parcheggi, con la velocità di trasferimento di un aereo ad elica convenzionale.
I requisiti iniziali erano per un mezzo da assalto anfibio in grado di trasportare truppe, equipaggiamento e rifornimenti per altre navi da sbarco e mezzi terrestri. Il futuro V-22 era descritto come "un mezzo bimotore, con doppio pilota, auto-dispiegabile, con capacità di trasporto media, decollo ed atterraggio verticale (VTOL) a rotori basculanti progettato per il combattimento, il supporto al combattimento e le missioni di operazioni speciali su scala mondiale". La necessità operativa era quella di rimpiazzare i CH-46E e CH-53D, in fase di obsolescenza. I costi in crescita e l'allungamento dei tempi di sviluppo hanno in realtà fatto in modo che le cose andassero diversamente.

## Versioni
I Marines statunitensi stanno utilizzando una unità sperimentale equipaggiata con il V-22, anche se due degli esemplari di valutazione sono andati persi nel 2000 a causa di un incidente, con la morte di tutto l'equipaggio e dei passeggeri, ed un prototipo era andato perso nel 1992, anch'esso con la morte dell'equipaggio.
Altre versioni sono previste per l'esercito (UV-22), con un gancio baricentrico che lo rende in grado di trasportare un Humvee o un pezzo di artiglieria leggera, per la marina (HV-22) e per l'aeronautica (CV-22).

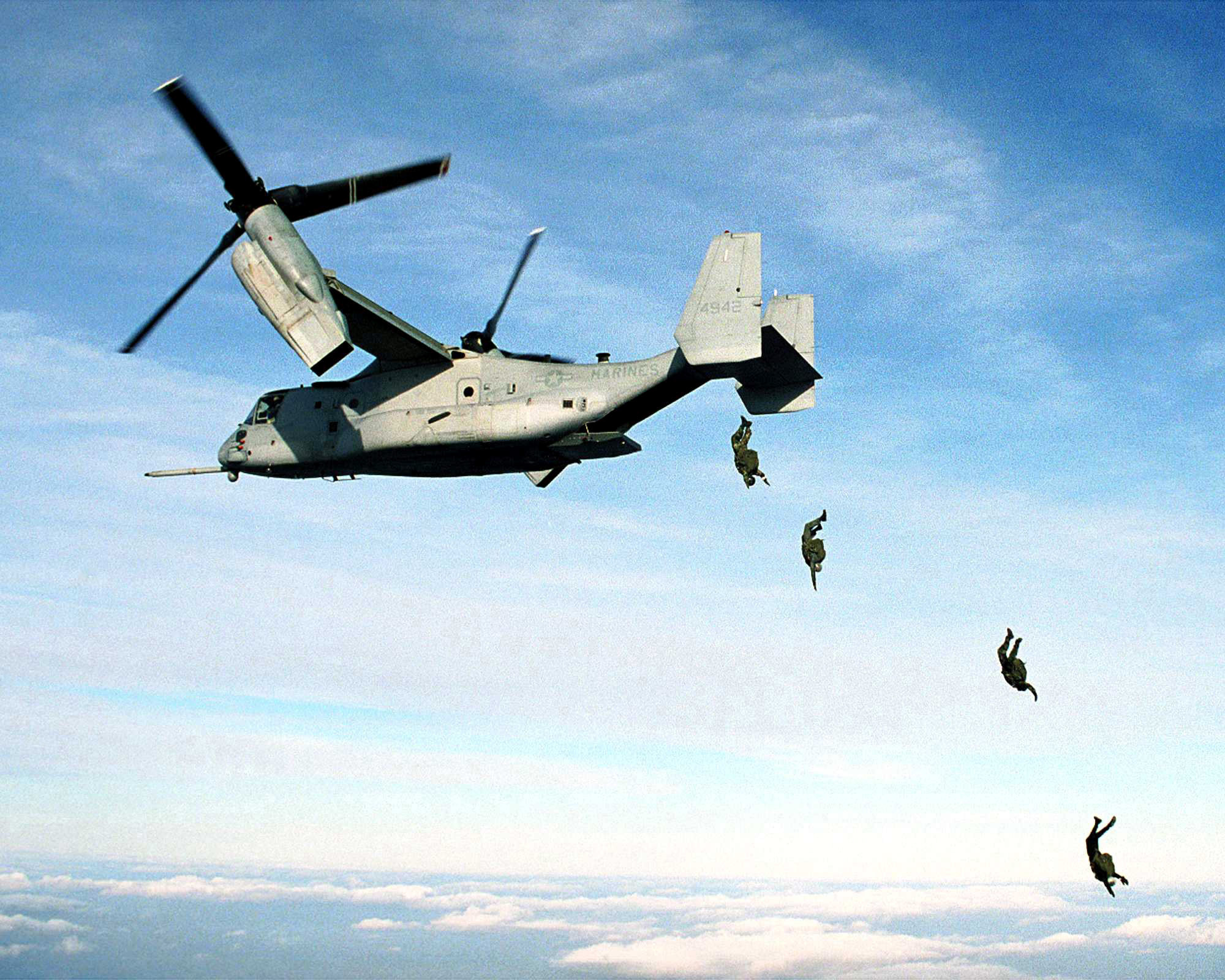
Lancio di paracadutisti dei Marines

## Evoluzione
Dopo 25 anni di sviluppo, ed un notevole incremento dei costi (dai 49 milioni di dollari iniziali si è passati ai 119 milioni del 2007), l'Osprey è arrivato all'impiego operativo. In effetti, il programma è stato riesumato in virtù delle forti pressioni lobbistiche e nonostante il parere fortemente contrario del segretario alla difesa statunitense Cheney. Nel frattempo, nei 25 anni di sviluppo, 30 tra civili e militari sono morti durante le prove.
Molte polemiche sono sorte anche in seguito alla rinuncia da parte del corpo dei Marines sia al requisito della capacità di autorotazione, unica possibilità di atterraggio di fortuna per un elicottero in caso di avaria ai motori, sia per la mancanza di una mitragliera anteriore. Tuttavia, l'Osprey, in caso di necessità, è in grado di atterrare planando come un normale aeroplano, e la mancanza di un'arma frontale non appare essenziale per un velivolo destinato specificamente al trasporto truppe e quindi bisognoso di essere comunque scortato da velivoli armati.
Il 6 dicembre 2023 gli Stati Uniti hanno dichiarato di aver messo a terra la propria flotta militare di velivoli V-22 Osprey dopo l'incidente mortale avvenuto la settimana precedente al largo delle coste giapponesi, che ha causato la morte di otto persone a bordo
(The Guardian, 7 Dec 2023).

## Versioni
- V-22A: modello di pre produzione in scala ridotta usato per i test di volo.

CV-22B: versione per operazioni speciali, adatta all'infiltrazione e all'esfiltrazione a lungo raggio di uomini e materiali in ambiente notturno, prodotta in 51 esemplari per l'United States Special Operations Command (USSOCOM) dell'U.S. Air Force, ed introdotta in servizio nel marzo 2006 presso la Kirtland AFB. La capacità carburante è pari a 2 230 litri, e nel vano di carico possono trovare posto tre serbatoi supplementari da 200 o 430 galloni. La dotazione elettronica comprende un radar multi mode Raytheon AN/APQ-186, sensore elettro-ottico (FLIR) Raytheon AN/ALQ-27, sistema di autodifesa SIRFC (Suite of Integrated Radio Frequency Countermeasures) AN/ALQ-211(V)2 con lanciatore di chaff/flares AN/ALE-47 e sistema DIRMC (Directional Infrared Counter Measures) AN/AQQ-24 Nemesis. L'equipaggio è composto da due piloti e due ingegneri di volo e dispone di un avanzato glass cockpit con quattro schermi MFD, una Central Display Unit, un Head-up display utilizzabile con dispositivo per la visione notturna e Helmet Mounted Display. Il vano di carico consente di trasportare 4 540 kg di materiali, o 24 soldati seduti o 32 seduti sul pavimento. L'armamento difensivo è composto da una mitragliatrice Browning M2 da 12,7 mm o M240 da 7,62 mm, mentre per la difesa passiva vi sono pannelli di blindatura sul pavimento.

## Utilizzatori

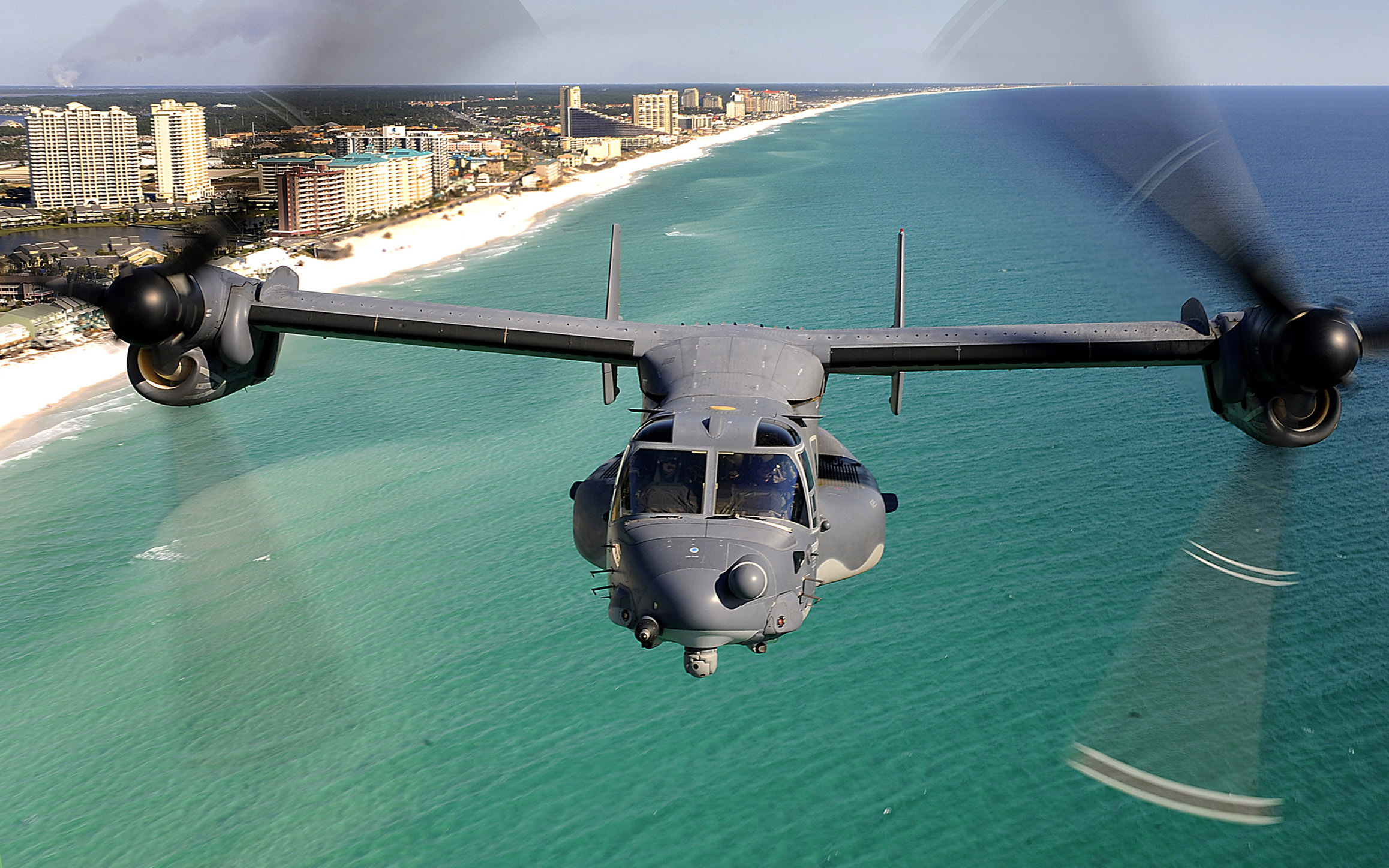
Un CV-22 dell'8th Special Operations Squadron in volo sopra l'Emerald Coast, Florida

Stati Uniti
- United States Air Force

53 CV-22B ordinati, consegnati a partire dal 16 novembre 2006, due esemplari persi. Ulteriori 2 CV-22B ordinati a marzo 2021. Saranno tutti aggiornati con il radar Raytheon AN/APQ-187 SKR (Silent Knight Radar) entro la fine del 2021.
- - 8th Special Operations Squadron (8 SOS) presso l'Hurlburt Field, Florida
  - 71st Special Operations Squadron (71 SOS) presso l'Kirtland Air Force Base, Nuovo Messico
  - 20th Special Operations Squadron (20 SOS) presso l'Cannon Air Force Base, Nuovo Messico
- United States Navy

39 CMV-22B ordinati a giugno 2018 e destinati al ruolo COD (Carrier On-Board Delivery, i collegamenti con le portaeromobili) in sostituzione dei Grumman C-2 Greyhound. Il primo esemplare è stato consegnato agli inizi di febbraio 2020.
- United States Marine Corps Aviation

360 esemplari ordinati. 253 in servizio al marzo 2018. 12 MV-22B sono in carico all'HMX-1 Marine Helicopter Squadron "Nighthawks" che si occupa del trasporto a corto raggio del Presidente degli Stati Uniti d'America.
- - VMM-162
  - VMM-261
  - VMM-263
  - VMM-264
  - VMM-266
  - VMM-365
  - VMMT-204 - Squadron addestrativo
  - VMX-22 - Marine Tiltrotor Operational Test and Evaluation Squadron (Squadrone di test e valutazione)

 Giappone
- Rikujō Jieitai

5 macchine allo standard V-22B Block C ordinate il 14 luglio 2015. All'Agosto 2017 risultano ordinati 17 V-22B Block C di cui uno già consegnato. Al luglio 2020 risultano ordinati 17 V-22B Block C di cui due già consegnati. Consegne completate a luglio 2024, con due esemplari danneggiati rispettivamente il 23 ed il 27 ottobre dello stesso anno.

### Pubblicazioni
- (EN) East Coast Osprey flies, in Flight International, Sutton, Surrey - UK, Reed Business Information Ltd., 3 gennaio 1990. URL consultato il 12 febbraio 2012.
- Riccardo Niccoli, 1st Special Operations Wing. Nel cuore delle Special Forces dell'USAF, in Rivista Aeronautica, n. 5, Roma, Stato Maggiore dell'Aeronautica Militare, 2016,  pp. 24-32.
- Cristiano Martorella, Il Giappone imbarca l"Osprey, in Panorama Difesa, nº 327, Firenze, ED.A.I. S.r.l., febbraio 2014, pp. 34-35.